# Stazione di Móstoles-El Soto
La stazione di Móstoles-El Soto (precedentemente nota come Villaviciosa de Odón) è una stazione ferroviaria a servizio di Móstoles, sulla linea Móstoles-El Soto - Parla.
Forma parte della linea C5 delle Cercanías di Madrid, di cui è capolinea.
Si trova lungo calle de Granada, nel quartiere El Soto della città di Móstoles.

## Storia
La stazione è stata inaugurata nel 1983 quando la linea Aluche - Móstoles venne prolungata di 2 km fino al quartiere di El Soto. Inizialmente la stazione si chiamò Villaviciosa de Odón data la vicinanza all'omonimo comune. Quando la stazione venne inglobata nella rete di Cercanías di Madrid assunse la denominazione attuale.